# Pivovar Nymburk
Pivovar Nymburk se nachází v jižní části města Nymburk. Se svým výstavem necelých 170 000 hl patří mezi středně velké pivovary. Vlastní pivovar byl založen roku 1895, samotné vaření piva ve městě má však delší tradici. Pivovar je spjat s osobou spisovatele Bohumila Hrabala a jeho novelou Postřižiny.

## Historie

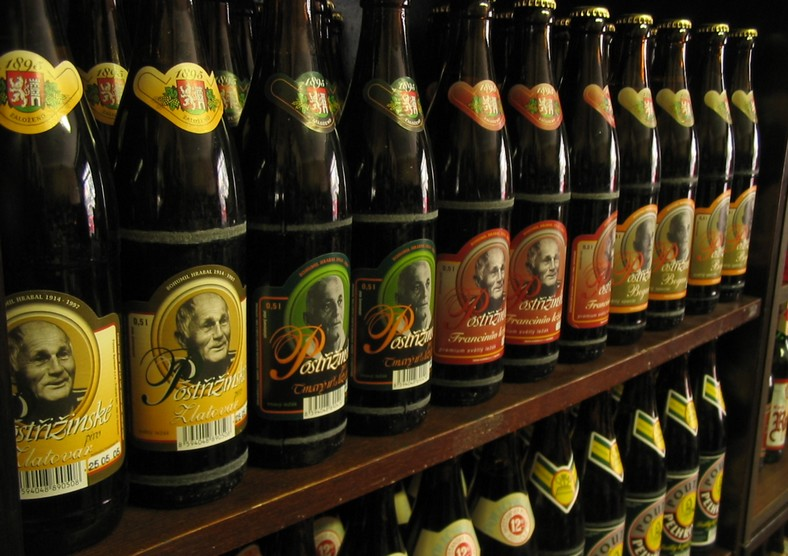
Postřižinské pivo, lahvové

Historie pivovarnictví v Nymburku sahá až do 14. století. První písemná zmínka o něm pochází z 26. prosince 1327, kdy král Jan Lucemburský vydal listinu s privilegii, mezi nimiž bylo i mílové právo zaručující městu pivovarnický monopol v okruhu jedné míle (staročeská míle = 11,25 km). V té době bylo v Nymburce pravděpodobně 14 pivovarů a 40 sladoven. Jejich počet poklesl v důsledku třicetileté války (z této doby také pochází pozůstatky renesanční sladovny v ulici U Staré sladovny) a na začátku 17. století byly následkem konkurenčního boje mezi venkovskými a městskými pivovary vůbec zrušeny malé soukromé pivovary ve městě a místo nich byl roku 1629 ustaven jeden velký, společný, obecní pivovar na náměstí, který ale později vyhořel.
Náhradou za něj byl zřízen nový pivovar v blízkosti fortny v dnešní Soudní ulici, který byl roku 1743 pronajat Společnosti váreční. S účinností od 1. ledna 1785 byl na jeho místě ustanoven Měšťanský pivovar. Ten byl vždy někomu za úplatu pronajat, obvykle na dobu čtyř let. Vládu nad ním však měl tzv. Měšťanský výbor právovárečný, který však myslel především na vlastní profit a svým jednáním zbavil pivovar konkurenceschopnosti. Nepomohl ani zákaz dovozu cizích piv do města. Částečný průlom nastal povolením čepování cizích piv ve vojenském výčepu v kasárnách Na Rejdišti a definitivní otevření městského trhu proběhlo roku 1847.
Kvůli tomuto úpadku nymburského pivovarnictví bylo ředitelem nymburského cukrovaru Hanušem Karlíkem a advokátem JUDr. Václavem Krounským připravováno zřízení nového pivovaru, nejdříve s úmyslem založit akciovou společnost, ale nakonec byl výnosem c. k. krajského soudu v Mladé Boleslavi č. 2064 ze dne 29. dubna 1895 ustaven Nymburský pivovar, s. r. o. Ten po první sezoně dosáhl výstavu 21 075 hl a v letech 1897–1898 svou výrobu přesunul do Zálabí do nově postaveného pivovaru. Po několika letech, co se nymburský pivovar zaběhnul, se díky dravé politice správního výboru stal dodavatelem piva do velké části hostinců v regionu a dokonce několika desítek hostinců byl přímo majitelem (právě do této doby spadá děj Hrabalovy novely Postřižiny).
Slibný rozvoj přerušila první světová válka, jeho výstav tehdy kvůli nedostatku ječmene, chmele a sladu činil pouhých 600 hl. Až ve druhé polovině dvacátých let se výroba vrátila na předválečnou úroveň. Roku 1927 byl pivovar modernizován a v roce 1931 zřídil stáčírnu piva v Kolíně. V období krize investoval do nového zařízení a i přesto krizi ustál poměrně bez následků. Další ránu dostal podnik během druhé světové války, byla omezena výroba a např. se nemělo vyrábět pivo nad 8°. Po válce byl, jako ostatně většina společností, znárodněn. Funkci správce zde v letech 1920–1948 vykonával František Hrabal, otec spisovatele Bohumila Hrabala.
V roce 1948 se stal dočasně součástí Polabských pivovarů Kolín, n. p. Po několika měsících byl však založen národní podnik Nymburské pivovary, který sdružoval pivovary v Nymburce, Dobrovici, Dymokurech, Brandýse nad Labem a Mělníce. Mezi lety 1955 a 1958 se vrátil opět do Polabských pivovarů Kolín, aby nakonec definitivně přešel do Středočeských pivovarů n. p. Velké Popovice. Roku 1975 již dosáhl výstav 100 000 hl. Po roce 1989 se stal pivovar součástí skupiny Pivovary Bohemia, a. s., Praha spojující několik menších podniků. V současnosti je Pivovar Nymburk zcela samostatný a nezávislý pivovar.

## Produkty pivovaru a vedlejší činnosti

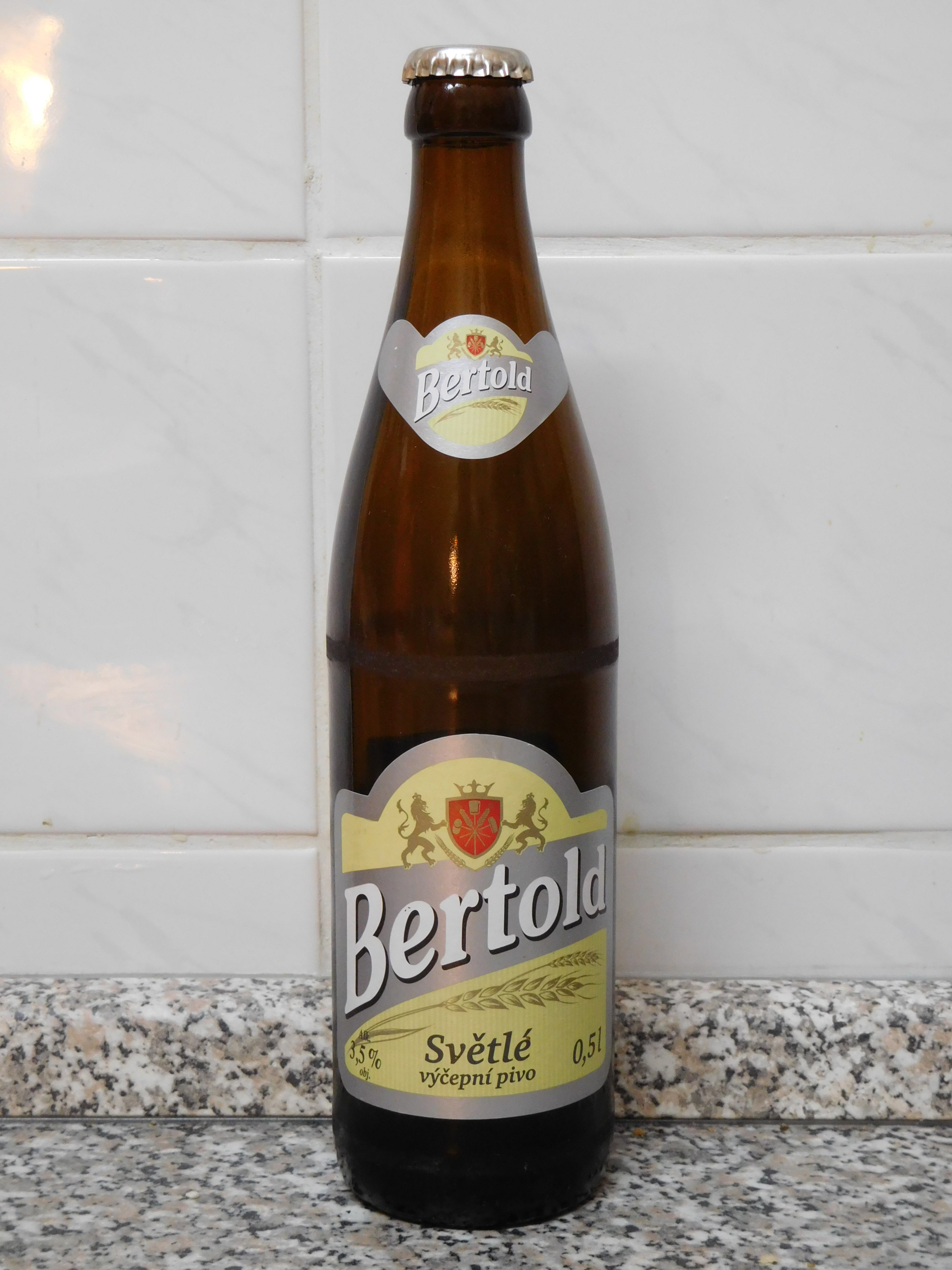
Nymburské pivo Bertold

- Postřižinské pivo (název schválil roku 1991 osobně Bohumil Hrabal[2])
- Staročech, prodávané v řetězci Penny Market
- Bertold, prodávané v řetězci Albert

Pivovar také provozuje vlastní pivovarskou prodejnu v objektu pivovaru a pravidelně pořádá různé akce (Den otevřených dveří, Postřižinský Express, Hrabalovo Kersko atd.).

## V kultuře
V pivovaru Nymburk se odehrává děj známé novely Postřižiny spisovatele Bohumila Hrabala, kterou později zpracoval režisér Jiří Menzel ve stejnojmenném filmu, natáčeném ale v pivovaru Dalešice.